# Computing Classification System
Il Computing Classification System (in l'acronimo CCS) è uno schema di classificazione utilizzato in informatica per le pubblicazioni sul computer ed il calcolo automatico definito dall'ACM, la Association for Computing Machinery, ed ampiamente utilizzato per questo settore disciplinare. Il sistema può essere comparato alla Classificazione delle ricerche matematiche per ambito, obbiettivi e struttura, viene utilizzato da varie riviste ACM per organizzare le materie per settore.

## Storia
Il sistema nel corso del tempo ha subito sette revisioni, la prima versione fu pubblicata nel 1964 mentre le versioni revisionate furono rispettivamente pubblicate nel 1982, 1983, 1987, 1991, 1998 e nel 2012 (la versione attuale).

## Categorie principali
- A. General Literature - Letteratura generale
- B. Hardware
- C. Computer Systems Organization - Organizzazione dei sistemi di calcolo automatico
- D. Software e la sua ingegneria
- E. Data - Dati
- F. Theory of Computation - Teoria della computazione
- G. Mathematics of Computing - Matematica del calcolo automatico
- H. Information Systems - Sistemi informativi
- I. Computing Methodologies - Metodologie del calcolo automatico
- J. Computer Applications - Applicazioni del computer
- K. Computing Milieux - Milieux del calcolo automatico